# Brandon T. Jackson

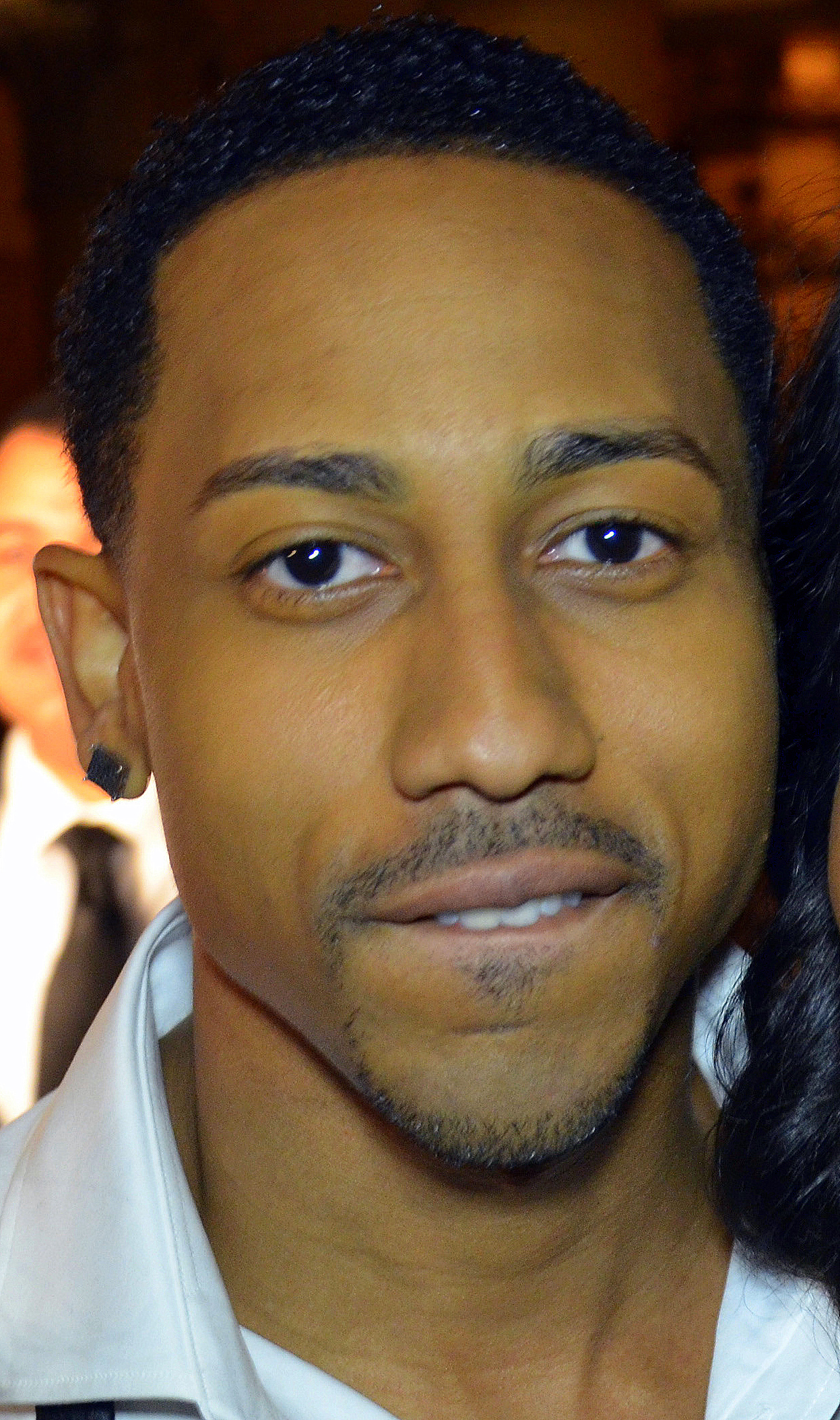
Brandon T. Jackson (2012)

Brandon Timothy Jackson, född 7 mars 1984   , är en amerikansk stand-up komiker, rappare, skådespelare och författare. Han är mest känd för sina roller i filmerna Roll Bounce, Tropic Thunder, Percy Jackson och kampen om åskviggen, Big Mommas: Sådan far, sådan son, och Percy Jackson och monsterhavet.